# والنتین استروکوف
والنتین استروکوف (استونیایی: Valentin Strukov؛ زادهٔ ۲۱ مارس ۱۹۵۳) سیاستمدار  و نماینده سابق مجلس اهل استونی است.